# Thomas Sobotzik
Thomas Sobotzik (ur. jako Tomasz Sobocki, 16 października 1974 w Gliwicach) – niemiecki piłkarz polskiego pochodzenia grający na pozycji pomocnika.

## Kariera klubowa
Swoją karierę piłkarską Sobotzik rozpoczynał w Polsce. Trenował w takich klubach jak Piast Gliwice i Górnik Zabrze. W 1987 roku wyemigrował do Niemiec i tam też kontynuował karierę. Trenował w Eintrachcie Frankfurt i VfB Stuttgart. W 1994 roku awansował do kadry tego pierwszego i 10 grudnia 1994 zadebiutował w Bundeslidze w przegranym 1:2 wyjazdowym meczu z TSV 1860 Monachium. W Eintachcie rozegrał 2 mecze w sezonie 1994/1995.
W 1995 roku Sobotzik przeszedł do FC St. Pauli. Swój debiut w nowym zespole zanotował 12 sierpnia 1995 w zwycięskim 4:2 meczu z TSV 1860 Monachium. 18 sierpnia 1995 w meczu z Freiburgiem (2:0) strzelił swojego pierwszego gola w Bundeslidze. W sezonie 1996/1997 spadł z St. Pauli do drugiej ligi.
W 1997 roku Sobotzik wrócił do Eintrachtu. W sezonie 1997/1998 wywalczył z nim awans do pierwszej ligi. W 1999 roku przeszedł do 1. FC Kaiserslautern, w którym zadebiutował 27 sierpnia w meczu z Arminią Bielefeld (0:2). Po pół roku gry w Kaiserslautern powrócił do Eintrachtu, w którym grał do końca sezonu 2000/2001.
W 2001 roku Sobotzik został zawodnikiem Rapidu Wiedeń. Grał w nim przez dwa lata. W 2003 roku ponownie grał w Niemczech, tym razem w drugoligowym Unionie Berlin. W 2004 roku podpisał kontrakt z SpVgg Unterhaching. Występował w nim do 2007 roku. Następnie był zawodnikiem norweskiego Sandefjord Fotball i FSV Frankfurt, w którym w 2008 roku zakończył karierę.
| Sezon   | Klub                 | Kraj     | Rozgrywki     | Mecze | Bramki |
| ------- | -------------------- | -------- | ------------- | ----- | ------ |
| 1994/95 | Eintracht Frankfurt  | Niemcy   | Bundesliga    | 2     | 0      |
| 1995/96 | FC St. Pauli         | Niemcy   | Bundesliga    | 33    | 6      |
| 1996/97 | FC St. Pauli         | Niemcy   | Bundesliga    | 32    | 1      |
| 1997/98 | Eintracht Frankfurt  | Niemcy   | 2. Bundesliga | 32    | 10     |
| 1998/99 | Eintracht Frankfurt  | Niemcy   | Bundesliga    | 30    | 7      |
| 1999/00 | 1. FC Kaiserslautern | Niemcy   | Bundesliga    | 3     | 0      |
| 1999/00 | Eintracht Frankfurt  | Niemcy   | Bundesliga    | 12    | 3      |
| 2000/01 | Eintracht Frankfurt  | Niemcy   | Bundesliga    | 22    | 2      |
| 2001/02 | Rapid Wiedeń         | Austria  | Bundesliga    | 20    | 3      |
| 2002/03 | Rapid Wiedeń         | Austria  | Bundesliga    | 29    | 5      |
| 2003/04 | 1. FC Union Berlin   | Niemcy   | 2. Bundesliga | 29    | 7      |
| 2004/05 | SpVgg Unterhaching   | Niemcy   | 2. Bundesliga | 19    | 0      |
| 2005/06 | SpVgg Unterhaching   | Niemcy   | 2. Bundesliga | 30    | 0      |
| 2006/07 | SpVgg Unterhaching   | Niemcy   | 2. Bundesliga | 21    | 0      |
| 2007    | Sandefjord Fotball   | Norwegia | Tippeligaen   | 12    | 1      |
| 2007/08 | FSV Frankfurt        | Niemcy   | Regionalliga  | 15    | 1      |